# Plusquamperfet del subjuntiu (català)
El plusquamperfet del subjuntiu en català és un temps verbal que expressa un fet teòric que hauria d'haver-se produït dins d'un passat ja passat. Dins de la seva conjugació modal, aquest esdeveniment no és segur, sinó que pot haver-se pensat o imaginat. Dins la seva temporalitat, és un esdeveniment segur, to i que envia, dins el subjuntiu, a unes fets teòrics i, per tant, pensats dins d'un passat real ja esdevingut.

## Valor del Subjuntiu Perfet

### Valor de base del perfet del subjuntiu
El Plusquamperfet del Subjuntiu és un temps verbal que situa el verb en un passat ja passat dins la irrealitat que caracteritza el subjuntiu. Es podria dir que és un "passat del passat". En efecte, davant de l'imperfet o del perfet del subjuntiu, el plusquamperfet permet situar l'acció en un passat anterior a aquests passats.
Fou una llàstima que no hagués estudiat abans de presentar-s'hi
A l'exemple veiem que la frase se situa d'entrada en passat amb el verb ser (cursiva). A partir d'aquest passat, el relatiu (negre fosc), dona pas a l'acció (subratllat) en subjuntiu. Aquesta fa palesa una acció teòrica que hauria d'haver-se produït dins d'un passat ja anterior (cursiva). El passat és real però en canvi les conseqüències de no haver estudiat no se saben, són probables, hipotètiques, possibles, etc. El passat del passat és doncs hipotètic, improbable, poc segur, etc. És a dir, va ser una llàstima que no estudiés i, per tant, hauria d'haver estudiat abans que "fos una llàstima". Ara ja no sabem què hauria passat si "hagués estudiat". No sabem el resultat de l'acció anterior al passat mencionat.
Tant de bo m'ho hagués dit abans d'hora
En aquest exemple el locutor situa en un cas hipotètic ja passat un esdeveniment que hauria de pertorbar el decurs normal de les coses però que s'han esdevingut altrament i ara hipotèticament hem de pensar com haurien d'haver tingut lloc si efectivament no l'acció esperada s'hagués produït.

### Oracions subordinades relatives
El Pluaquamperfet del Subjuntiu s'aplica de forma general després d'un relatiu, la major part dels casos amb un "que". Els relatius possibles en català són:
- què
- que
- qui
- on
- el qual (i tots els derivats)

El relatiu és dins la sintaxi un mot que permet construir frases més complexes. En aquest cas introdueix una frase subordinada. Les frases subordinades es construeixen a partir d'una oració principal i d'una altra oració que és secundària i que no pot existir sense la primera oració. Vegem-ne alguns exemple:
M'hauria agradat que els meus pares hi haguessin estat
A l'exemple anterior tenim les dues oracions subratllades i el relatiu "que" en negre més fosc. La primera oració és la principal. Podem prescindir de la resta, és a dir, del relatiu i de la segona oració. La frase continuaria tenint sentit. En canvi, la segona oració no té cap mena de sentit tota sola i per això parlem d'una oració subordinada. El llaç que les uneix totes dues és el relatiu: que.

### Construccions impersonals
Una construcció impersonal és una frase que manca de persona. Serveix per a indicar dubtes, fets necessaris, probabilitats o incerteses. L'estructura habitual s'estructura normalment al voltant d'un adjectiu i pren la forma següent:
Verb SER + adjectiu + relatiu + oració al subjuntiu
L'estructura presenta un adjectiu que no es refereix a cap persona en concret i per aquest motiu el verb es conjuga a la tercera persona del singular. Li segueix estretament un relatiu que marca la separació entre l'oració principal i la subordinada. En aquest cas cap de les dues oracions pot viure tota sola. L'una necessita l'altra tal com es pot apreciar en aquest exemple.
Era important que hagués practicat esport per millorar la teua salut
El verb ser es conjuga al passat i no se li atorga cap persona. Per això podem parlar d'una construcció impersonal. És seguit per l'adjectiu "important" que forma part integrant de la primera oració: era important. Aquesta introdueix el relatiu "que" per tal de donar pas a l'oració subordinada. La subordinada està conjugada al subjuntiu plusquamperfet perquè dins d'un passat imaginari o pensat, l'acció hauria d'haver-se desenvolupat d'una manera concreta, això sí, dins del marc de les hipòtesis.

Tot seguit es llisten les estructures més habituals:
| desitjar que caldre que seria bo que és una llàstima que és del tot dubtós que | és útil que no és gens dubtós que és essencial que és important que és possible que | és preferible que és (poc) probable que és (poc) just que és necessari que és obligatori que | és possible que és estrany que és l'hora que sembla que | és possible que és estrany que és l'hora que sembla que |

És important remarcar que en català no existeix el futur del subjuntiu i per aquest motiu no trobarem el seu mode compost en llengua catalana. Les traduccions que miren d'incorporar el plusquamperfet dins del marc cronològic d'un futur del subjuntiu són del tot incorrectes. 
Preferiria que s'hi haguessin atansat
Hagués preferit que s'hi haguessin atansat

### Oracions subordinades completives
Les oracions completives són oracions subordinades introduïdes per una conjunció. L'estructura que sorgeix a partir de les oracions completives introdueix de forma molt recurrent un verb acompanyat per un relatiu. El verb o acció en qüestió expressa desig, voluntat, ordre, dubte, sentiments, etc.

N'és un exemple aquesta frase:
Desitjava que hagués vingut ràpidament a signar el contracte de treball
En aquesta frase el verb d'acció (venir) és introduït per un altre verb (desitjar) que no fa altra cosa que donar caràcter de probabilitat al conjunt de l'esdeveniment. Per això cal conjugar el verb d'acció (subratllat) al subjuntiu. La persona preveia unes conseqüències dins del passat. Una acció ja passada hauria d'haver-se produït. Desitjava que hagués estat així i que allò hagués passat però en cap moment les hipòtesis foren concloents.

Tot seguit llistem algunes de les estructures més habituals:
| agradar que apreciar que esperar-se (a) que consentir que defensar que | desitjar que voler que dubtar que estar content que ser content que | saber greu que sorprendre's que empipar-se que enfurismar-se que estar sorprès que | estar trist que exigir que recomanar que ordenar que proposar que | oposar-se a que rebutjar que refusar que |

Convé notar que en català no afegim la preposició "de" abans del relatiu "que". Tot i que l'ús corrent i col·loquial porta el parlant a afegir-lo per influència del castellà, no és correcte afegir preposicions abans del relatiu.
| Tipus        | Significat                                      | Conjunció |
| ------------ | ----------------------------------------------- | --- |
| Completives  | sense significat                                | que, si, com |
| De lloc      | lloc                                            | on, allà on |
| De temps     | simultaneïtat, anterioritat, posterioritat, etc | quan, mentre, abans que (no), després que, fins que (no), des que, així que, tot seguit, que, tan bon punt, tan aviat, com, sempre que, cada volta que, cada vegada que, cada cop que, tota vegada que, etc |
| De manera    | mode                                            | com, com si, segons que, tal com, així com |
| Comparatives | condició, superioritat, inferioritat, etc       | si, si de cas, posat que, en cas que, mentre que, mentre, com més ... més, com menys ... menys, quan ... més, quan ... menys, menys ... que (no), pitjor ... que (no), etc                                  |
| Casuals      | causa                                           | perquè, com que, ja que, atès que, vist que, puis que, per tal com, a causa que |
| Finals       | Finalitat                                       | perquè, per tal que, a fi que |
| Concessives  | Finalitat                                       | encara que, malgrat que, a pesar que, per més que, tot i que, mal que |
| Consecutives | Conseqüència                                    | de manera que, tant ... que, tan ... que |

### Oracions d'exclamació
El parlant empra igualment el subjuntiu en oracions exclamatives. Són estructures amb una construcció moltes vegades en refrany introduïdes per un relatiu. Cada llengua posseeix les seves pròpies. Llistem tot seguit algunes de les més usuals en català:
- Tant de bo que...
- Déu no hagués volgut que...
- Sigui com sigui...
- Qualsevol que...
- Aquell que hagués volgut que...
- El que hagués volgut que...

## Formació del Subjuntiu Perfet

### Conjugació regular
La construcció regular del Plusquamperfet de l'Indicatiu és fa amb l'ajuda del verb "haver" que s'utilitza com a auxiliar. És a dir, és un verb "ajuda" que ens permet construir el valor que posseeix el Plusquamperfet. D'aquesta manera, es conjuga en primer lloc el verb haver al Subjuntiu Imperfet. Tot seguit, s'afegeix a aquesta estructura el verb d'acció que es conjuga en participi passat.
| Persona      | Haver                 |   | Verb  |
| ------------ | --------------------- | - | ----- |
| Jo           | hagués (haguera)      |   | jugat |
| Tu           | haguessis (hagueres)  |   | jugat |
| Ell / Ella   | hagués (haguera)      | + | jugat |
| Nosaltres    | haguéssim (haguérem)  |   | jugat |
| Vosaltres    | haguéssiu (haguéreu)  |   | jugat |
| Ells / Elles | haguessin (haguessen) |   | jugat |

Es pot remarcar que a la variant dialectal valenciana, l'auxiliar es conjuga a partir d'una -a o -e en lloc d'una -és o -i. El resultat final dona la regularitat següent:
| Persona      | Jugar                       | Perdre                       | Servir                       |
| ------------ | --------------------------- | ---------------------------- | ---------------------------- |
| Jo           | hagués o haguera jugat      | hagués o haguera perdut      | hagués o haguera servit      |
| Tu           | haguessis o hagueres jugat  | haguessis o hagueres perdut  | haguessis o hagueres servit  |
| Ell / Ella   | hagués o haguera jugat      | hagués o haguera perdut      | hagués o haguera servit      |
| Nosaltres    | haguéssim o haguérem jugat  | haguéssim o haguérem perdut  | haguéssim o haguérem servit  |
| Vosaltres    | haguéssiu o haguéreu jugat  | haguéssiu o haguéreu perdut  | haguéssiu o haguéreu servit  |
| Ells / Elles | haguessin o haguessen jugat | haguessin o haguessen perdut | haguessin o haguessen servit |

### Conjugació irregular
La irregularitat pròpiament dita la presenta el participi passat malgrat que la conjugació del verb haver al Subjuntiu Present ja és ella mateixa irregular. La regularitat voldria que els verbs al participi passat seguissin aquesta norma:
- verbs acabats en -AR: -at, -ada, -ats, -ades
- verbs acabats en -RE o -ER: -ut, -uda, -uts, -udes
- verbs acabats en -IR: -it, -ida, -its, -ides

Però, malgrat la norma, alguns participis passats són irregulars.
- alguns verbs formen el participi passat en -ès (promès, entès, etc)
- alguns verbs formen el participi passat alterant el morfema (tingut, vingudes, venut, etc)
- alguns verbs de la segona conjugació formen el participi passat com a la tercera conjugació (escrit, cuit, etc)
- alguns verbs formen el participi passat en -os (clos, fos, etc)
- alguns verbs formen el participi passat en -às (romàs)
- alguns verbs formen el participi passat en -ost (post, repost, compost, correspost, etc)
- alguns verbs formen el participi passat en -olt (absolt, dissolt, molt, resolt, etc)

A les formes valencianes del català alguns participis passats difereixen de la irregularitat: complit, etc.